# 哈达河
哈达河，位于中华人民共和国黑龙江省鸡西市鸡东县北部的一条河流，是穆棱河左岸支流，河名源自满语“山峰”（转写：hada）。上游称哈达砬子沟，发源于鸡东县北端哈达砬子东沟，蜿蜒向南流经曙光林场、兴农镇富强村后注入哈达水库，出库后干流始称“哈达河”，继续向南流经哈达镇青山村、双保村等地，最后于东海镇新华村（原新华乡）西南汇入穆棱河。河流全长63千米，流域面积548平方千米，河道平均比降4.76‰，年均径流量7069万立方米。哈达水库以上森林资源丰富，建有哈达河自然风景区；水库以下以农业为主。